# Petra Schürmann
Petra Schürmann (Mönchengladbach, 15 de septiembre de 1933 - Starnberg, 14 de enero de 2010) fue una actriz, modelo, locutora televisiva y reina de belleza alemana, ganadora del certamen Miss Mundo 1956.

## Biografía
Nacida en Mönchengladbach, Alemania, su nombre completo era Hildegard Petra Susanna Schürmann. Era la menor de tres hermanos, y se crio en Wuppertal.
En 1953, a los 20 años de edad, se trasladó a Wipperfürth, cerca de Bonn, donde estudió historia del arte, mudándose después a las afueras de Munich para estudiar filosofía. En 1956 se presentó al concurso de belleza de Miss Alemania, acabando tercera, optando después al título de Miss Mundo 1956 en representación de su país, siendo ella la única alemana en conseguir el galardón, con la excepción de Gabriella Brum, que lo ganó en 1980 pero al que renunció un día después. Con posterioridad a ser nombrada Miss Mundo, Schürmann prosiguió sus estudios.
En los años 1960, ella entró en la cadena televisiva nacional Bayerischer Rundfunk, además de ser redactora jefe de la revista Münchner Merkur.
A partir de entonces fue presentadora de varios programas de las cadenas ARD y ZDF, como Saturday Club.
En 1967 tuvo una hija, Alexandra Schürmann-Freund, con Gerhard Freund, un médico que estaba casado con la actriz alemana Marianne Koch. Schürmann se casó con Freund en 1973. En el año 2001, su hija Alexandra falleció en un accidente de circulación. Tras la muerte de su hija, Petra publicó un libro, Und eine Nacht vergeht wie ein Jahr, y participó en algunas ocasiones en debates televisivos, pero prácticamente se retiró de la vida pública. 
Ella fue a vivir con su marido a su casa en la orilla del Lago de Starnberg, al sur de Munich. Él falleció en agosto de 2008, tras permanecer ambos juntos 35 años. Petra Schürmann murió el 14 de enero de 2010 en su casa en Starnberg a causa de una larga enfermedad. Fue enterrada en el Cementerio Aufkirchen de Starnberg.

## Selección de su filmografía
- 1960: Mit Himbeergeist geht alles besser
- 1967: Heißes Pflaster Köln
- 1968: Doppelsonne
- 1969: Sieben Tage Frist
- 1969: Uxmal
- 1971: Gestrickte Spuren (TV)
- 1971: Die Tote aus der Themse
- 1971: Olympia – Olympia (TV)
- 1972: Das Rätsel des silbernen Halbmonds
- 1974: Okay S.I.R. (serie TV)
- 1975: Eine ganz gewöhnliche Geschichte (serie TV)
- 1976: Julia und Romeo (TV)
- 1977: Halbzeit (TV)
- 1978: Dalli Dalli (serie TV)
- 1980: Der Millionenbauer (serie TV)
- 1983: Am Ufer der Dämmerung
- 1983–1985: Das Verkehrsgericht (serie TV)
- 1996: Zum Stanglwirt (serie TV)